# 皇家文學學會
皇家文學學會（英語：Royal Society of Literature）是一個英國的學會。它由英國國王喬治四世於1820年成立，用於“獎勵文學價值和激勵文藝才華”（Reward Literary Merit and Excite Literary Talent）。
皇家文學學會首任會長為圣戴維主教（后被譯為“索爾茲伯里主教”）托馬斯·伯吉斯。學會目前擁有大約500名會員，每年通常會增選14名會員。學會會員擁有在其姓名後綴（皇家文學學會會員）的權力。
皇家文學學會的過去會員包括：塞缪尔·泰勒·柯勒律治、托爾金、葉慈、魯德亞德·吉卜林、托马斯·哈代、萧伯纳、阿瑟·库斯勒、奇努阿·阿切贝、羅伯特·阿德里和P·J·卡梵納。而現在的會員包括：瑪格麗特·愛特伍、戴維·黑爾、石黑一雄、希拉里·曼特尔、保羅·麥爾登、查蒂·史密斯、納迪姆·阿斯納姆、萨拉·沃特斯和J·K·罗琳。學會歡迎儀式為新會員用拜伦勋爵的蘸水筆或艾略特的鋼筆在學會的官方捲軸上簽下自己的姓名。起初大家使用的是狄更斯的羽毛筆，後在2013年換成現在的形式。
皇家文學學會每年兩次出版會刊《皇家文學學會評論》（The Royal Society of Literature Review）， 并頒發一系列獎項，這其中就包括：皇家文學學會溫達傑獎、針對非虛構敘事類作品的皇家文學學會傑伍德獎、針對年度第二最佳小說的皇家文學學會安可獎和針對短篇小說的V·S·普利切特紀念獎。不時它還會針對特別留意的作家而授予榮譽稱號。此外，皇家文學學會還會授予那些在文學領域終身服務的人士以本森獎章。
皇家文學學會擁有會員計劃， 并針對會員和公眾提供各種活動。同時學會還與掃盲機構第一故事合作開展校園活動。
皇家文學學會是倫敦萨默塞特府的文化租客。

## 獎勵獎金
皇家文學學會主辦兩個年度獎勵、兩個文學獎項和兩個文學榮譽，以此來激勵當代新作家。
- 皇家文學學會安可獎（英语：Encore Award）——獎勵年度第二優秀的小說。皇家文學學會於2016年接管該獎項。
- 皇家文學學會非虛構敘事類作品吉尔斯圣奥宾獎（The RSL Giles St Aubyn Awards）——獎勵年度創作出傑出非虛構敘事類處女作作者，獎金為10000英鎊。如若獲獎者為兩人，則平分。本獎項一次最多兩人獲得。
- 皇家文學學會溫達傑獎（英语：Ondaatje Prize）——獎勵年度最佳并激勵群眾精神的小說、非小說或詩歌，獎金10000英鎊。
- V·S·普利切特（英语：V. S. Pritchett）紀念獎——獎勵年度最佳未發表短篇小說，獎金1000英鎊。
- 本森獎章（英语：Benson Medal）——授予那些終身對文學做出傑出服務的人士。
- 文學伴侶（Companion of Literature）——皇家文學學會授予作者的最高榮譽。

## 會長與理事會
皇家文學學會理事會是學會選拔新會員的核心機構，并通過每個月的例會來指導皇家文學學會的日常工作。
| 學會職務 | 姓名                                                |
| -------- | --------------------------------------------------- |
| 保護人   | 卡蜜拉王后                                          |
| 會長     | 瑪麗娜·華納女爵士，DBE                              |
| 榮譽會長 | 邁克爾·霍洛德爵士，CBE，FRHistS，文學伴侶榮譽獲得者 |
| 榮譽會長 | 科林·圖布輪，CBE                                    |
| 副會長   | 安妮·奇斯霍爾姆，OBE                                |
| 副會長   | 莫琳·達菲                                           |
| 副會長   | 麥姬·吉，OBE                                        |
| 副會長   | 維多利亞·格倫丁寧閣下，CBE                          |
| 副會長   | 罗纳德·哈伍德爵士，CBE                              |
| 副會長   | 希拉里·曼特尔女爵士，DBE                            |
| 副會長   | 菲力普·普曼，CBE                                    |
| 副會長   | 克萊爾·托馬寧                                       |
| 副會長   | 詹妮·烏格，OBE，本森獎章獲得者                      |

### 理事會成員
| 理事會職務 | 姓名                        |
| ---------- | --------------------------- |
| 理事長     | 麗薩·艾比娜妮西，OBE        |
| 副理事長   | 伯納德·埃瓦里斯托，MBE      |
| 副理事長   | 布雷克·莫里森               |
| 理事       | 西蒙·阿米蒂奇               |
| 理事       | 科林·奇斯霍爾姆（Colin Chisholm）名譽司庫 |
| 理事       | 強納森·寇                   |
| 理事       | 伊姆蒂亞茲·哈克             |
| 理事       | 理查德·艾爾爵士             |
| 理事       | 拉維尼亞·格拉諾夫           |
| 理事       | 阿卜杜勒拉薩克·古納         |
| 理事       | 喬納森·基茨                 |
| 理事       | 彼得·肯普（Peter Kemp）               |
| 理事       | 赫敏·李女爵士，DBE          |
| 理事       | 德博拉·莫格奇               |
| 理事       | 米歇爾·羅伯茨               |

## 歷任會長
- 1820–1832 Bishop Thomas Burgess
- 1832–1833 The Lord Dover
- 1834–1845 F·J·羅賓遜
- 1845–1849 Henry Hallam
- 1849–1851 The Marquess of Northampton
- 1851–1856 The Earl of Carlisle
- 1856–1876 Connop Thirlwall
- 1876–1884 利奥波德王子
- 1885–1893 Sir Patrick Colquhoun
- 1893–1920 The Earl of Halsbury
- 1921–1945 The Marquess of Crewe
- 1946–1947 維克多·布爾沃-李頓
- 1947–1982 拉布·巴特勒
- 1982–1988 安格斯·威尔逊
- 1988–2003 羅伊·詹金斯
- 2003–2008 Sir Michael Holroyd
- 2008–2017 科林·杜勃朗（英语：Colin Thubron）
- 2017–2021 瑪麗娜·華納（英语：Marina Warner）
- 2022–现在 Bernardine Evaristo